# Duché de Gueldre
Pour les articles homonymes, voir Gueldre.
1079–1543
Entités précédentes :
- Hamaland
- Basse-Lotharingie

Entités suivantes :
- Pays-Bas espagnols

Le comté de Gueldre, devenu à la fin du XIIe siècle duché de Gueldre, est un ancien duché du Saint-Empire romain germanique. Au début du XVIe siècle, il fut incorporé dans le cercle de Bourgogne et son territoire se trouve actuellement en majorité aux Pays-Bas, sauf son ancienne capitale Gueldre, qui se trouve en Allemagne.
Les principales villes sont Arnhem, Nimègue, Zutphen, Venlo, Ruremonde, Tiel (Thiel) et Gueldre.

## Histoire
La Gueldre fut érigée en comté en 1079, puis en duché en 1339. Par mariage, celui-ci passe aux maisons de Juliers (1371), puis d'Egmont (1423). Charles le Téméraire oblige le duc Adolphe à lui vendre le duché en 1471, mais Maximilien Ier de Habsbourg, gendre du Téméraire, rend la Gueldre au fils d'Adolphe, Charles.
À la mort du duc Charles, et en dépit des prétentions de sa sœur Philippe, épouse du duc de Lorraine René II, Charles Quint attribue le duché à Guillaume de Clèves, mais le reprend en 1543 et l'intègre dans les Pays-Bas espagnols par le traité de Venlo. 
Le duché de Gueldre est divisé en quatre quartiers. En 1579, les trois quartiers de la Betuwe (quartier de Nimègue), de la Veluwe (quartier d'Arnhem) et le comté de Zutphen (quartier de Zutphen) sont cédés aux Provinces-Unies, tandis que le quatrième quartier, le haut quartier (quartier de Ruremonde, contenant la ville de Gueldre), reste dans les Pays-Bas espagnols puis les Pays-Bas autrichiens.

## Armoiries
À l'époque où les nobles adoptèrent des armoiries, le comte Otton Ier porta : d'or aux trois quintefeuilles de gueules
Son petit-fils Otton II adopta en 1236 : d'azur semé de billettes d'or au lion de même. 
En 1276, avec le mariage avec Ermengarde, duchesse de Limbourg, Renaud Ier de Gueldre ajouta une couronne et abandonna le semé de billettes, ce qui donna : d'azur au lion d'or armé, lampassé et couronné de gueules.
De 1379 à 1423, le duché de Gueldre fut uni au duché de Juliers, et les ducs portèrent un parti des deux armes, ce qui donna : parti, en 1 d'azur au lion contourné couronné d'or, armé, lampassé et couronné de gueules, et en 2 d'or au lion de sable armé et lampassé de gueules. En 1423, les deux duchés furent séparés, suivant leur règle de succession propre, mais les ducs de Gueldre conservèrent la prétention au Juliers, ainsi que les armes composées.

avant 1236
de 1236 à 1276
de 1276 à 1379
après 1379

## Sources
- Josef Smets, De l'eau et des hommes dans le Rhin Inférieur du siècle des Lumières à la pré-industrialisation. In: FRANCIA 21/2 (1994), p. 95-127
- Josef Smets, Le règne d'une élite : la noblesse gueldrienne au 18e siècle. In: FRANCIA 24/2 (1997), p. 29-72
- Louis Charles Dezobry et Théodore Bachelet, Dictionnaire de Biographie et d’Histoire, Paris, 1863 [détail de l’édition]